# Hubris I & II
Hubris I & II — дебютный сольный студийный альбом бразильского гитариста Андреаса Киссера. Он был выпущен 25 августа 2009 года на лейбле Mascot Records.
Это первый сольный альбом, выпущенный Kisser, в котором участвует бывший участник Sepultura Жан Долабелла (который также является сопродюсером альбома вместе с Kisser). Это набор из 2 дисков, содержащий 21 дорожку, 10 на одном диске и 11 на другом.
На песню «Em Busca Do Ouro» был снят видеоклип, который транслировался по MTV Brasil. Песня была написана гитаристом Titãs Тони Беллотто и в ней участвовал Зе Рамальо, бразильский певец, с которым Sepultura уже работала над трэш-версией песни из его дебютного альбома «A Dança das Borboletas».

## Состав группы
- Andreas Kisser — вокал, гитара, бас-гитара, продюсирование
- Jean Dolabella — ударная установка, перкуссия, сопродюсер
- Henrique Portugal — клавишные
- Fabio Azeitona — перкуссия, духовые инструменты
- Renato Zanuto — пианино
- Vasco Faé — вокал, губная гармоника
- Stanley Soares — микширование, мастеринг

## Трек-лист
1.1 Hubris I
1. «Protest!» — 1:07
2. «Euphoria/Desperation» — 1:42
3. «Eu Humano» — 3:27
4. «The Forum» — 4:39
5. «Virgulandia» — 3:39
6. «God’s Laugh» — 5:20
7. «R.H.E.T» — 4:18
8. «Em Busca Do Ouro» (featuring Zé Ramalho) — 4:38
9. «Lava Sky» — 3:36
10. «A Million Judas Iscariotes» — 6:22

1.2 Hubris II
1. «Sad Soil» — 2:00
2. «World’s Apart» — 2:48
3. «Breast Feeding» — 3:15
4. «Page» — 3:55
5. «Domenicana» — 3:39
6. «Vivaldi» — 2:27
7. «0120» — 3:48
8. «Armonia» — 1:39
9. «Hubris» — 4:29
10. «Mythos» — 1:59
11. «O Mais Querido»